# Monimiengewächse
Die Monimiengewächse (Monimiaceae) sind eine Pflanzenfamilie in der Ordnung der Lorbeerartigen (Laurales). Einige Arten (beispielsweise bei Hedycarya und Peumus) sind Zierpflanzen, Peumus liefert Blätter und essbare Früchte und von vielen anderen Arten wird das Holz genutzt.

## Beschreibung

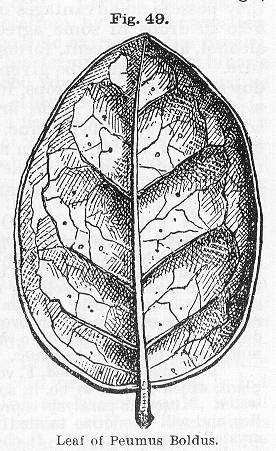
Illustration des Blattes von Peumus boldus; die Punkte zeigen die Ölbehälter

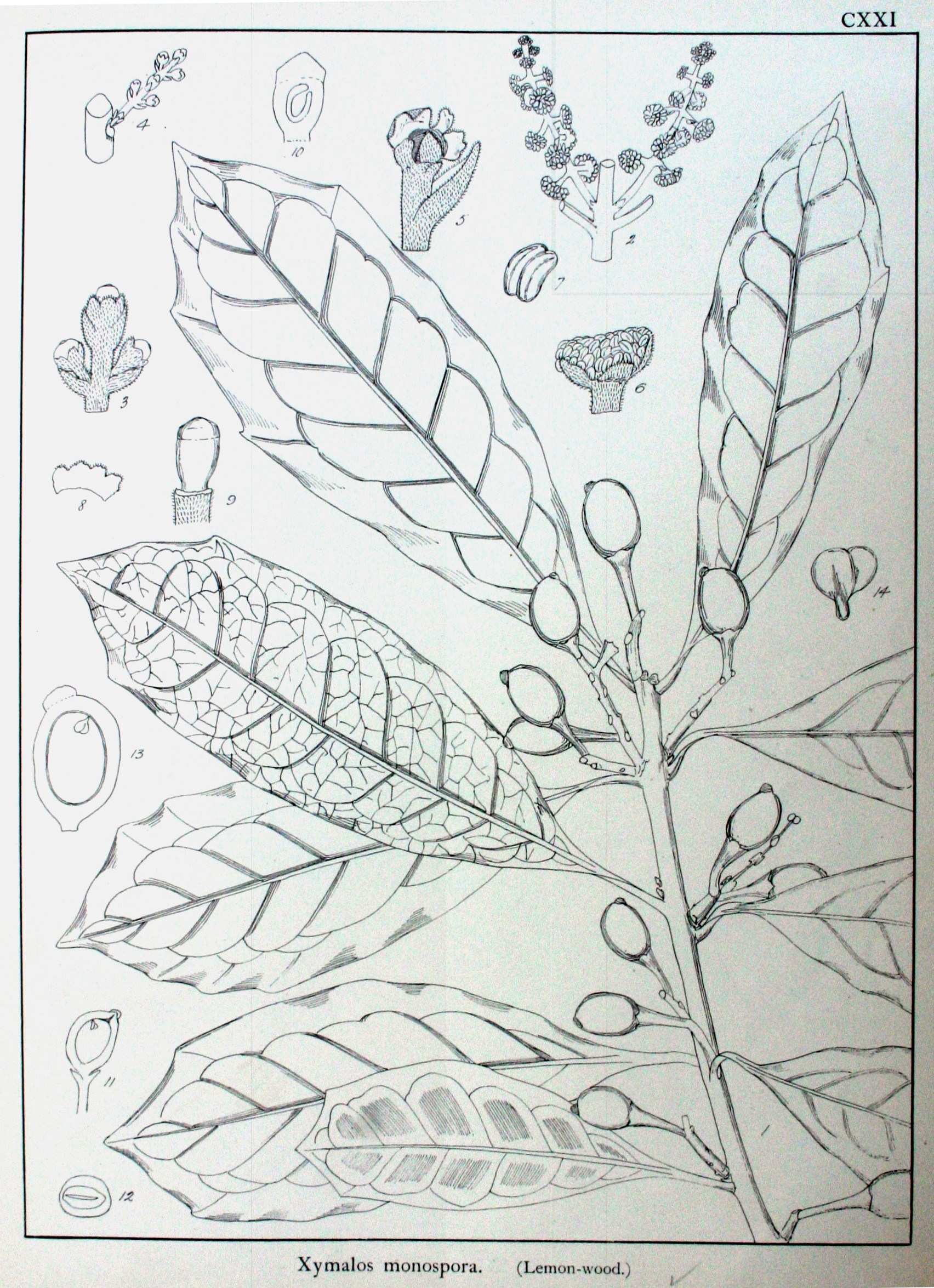
Abbildung von Xymalos monospora

### Vegetative Merkmale
Es sind immergrüne, verholzende Pflanzen: entweder Sträucher, kleine Bäume oder Lianen. Es ist ein superfiziales Korkkambium vorhanden. Viele Arten sind harzhaltig. Die Zweige sind unterhalb der etwas geschwollenen Nodien oft abgeflacht.
Die gegenständig angeordneten Laubblätter sind in Blattstiel und Blattspreite gegliedert. Die ledrige Blattspreite ist einfach. Die Blattränder sind meist gesägt mit weit auseinanderliegenden Zähnen. Es liegt Fieder- und Netzaderung vor; auf der Blattunterseite sind die auffallenden Blattadern erhaben, sie vereinen sich in der Nähe des Blattrandes. Die Stomata sind üblicherweise paracytisch. Oft enthalten die Blätter ätherische Öle, sie duften also. Nebenblätter fehlen.

### Generative Merkmale
Die Blüten stehen einzeln oder in zymösen Blütenständen. Die meistens zwittrigen Blüten sind entweder spiralig oder wirtelig und radiärsymmetrisch aufgebaut. Wenn die Blüten eingeschlechtig sind, dann können die Arten einhäusig (monözisch) oder zweihäusig (diözisch) sein. Die 3 bis 50 Blütenhüllblätter sind entweder deutlich in Kelchblätter und Kronblätter gegliedert oder sie gehen allmählich von den kelchblattartigen zu den kronblattartigen über. Meist sind viele (10 bis 150) Staubblätter vorhanden, die untereinander frei und auch nicht mit den Blütenhüllblättern verwachsen sind. Es sind selten nur ein Fruchtblatt, meist aber drei bis hundert freie oberständige bis halbunterständige Fruchtblätter vorhanden. Jedes Fruchtblatt enthält eine Samenanlage in apikaler Plazentation. Rein weibliche Blüten können Staminodien enthalten. Die Blüten weisen damit insgesamt betrachtet relativ ursprüngliche Merkmale auf.
Es ist ein gut entwickelter, fleischiger Blütenbecher (Hypanthium) und/oder eine auffällige Blütenachse (Receptaculum) vorhanden, davon ist die einsamige Steinfrucht oft umhüllt und springt reif unregelmäßig auf. Die Samen besitzen ein ölhaltiges Endosperm und einen geraden, chlorophylllosen Embryo.

## Verbreitung und Systematik

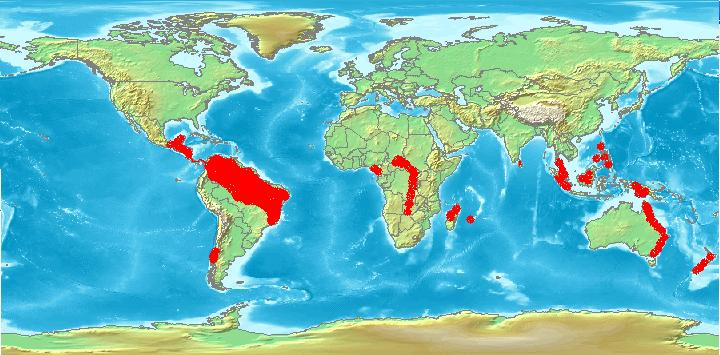
Verbreitungskarte der Monimiaceae

Ihre Verbreitung ist tropisch mit einem Schwerpunkt vom östlichen Australien bis Südostasien. Fossilfunde, die zu den Monimiaceae gerechnet werden, gibt es aus dem Campan (Campanium) der Oberkreide der Antarktis. Malesien ist das Diversitätszentrum mit zehn Gattungen und etwa 84 Arten. Auf Neuguinea kommen sieben Gattungen mit Arten vor. In Australien sind acht Gattungen mit etwa 26 Arten beheimatet. In der Neotropis gibt es fünf bis sechs Gattungen mit etwa 30 Arten. Auf Madagaskar und den Maskarenen kommen drei Gattungen mit etwa 63 Arten vor. In Neukaledonien kommen zwei Gattungen mit etwa zehn Arten vor. Im tropischen Afrika gibt es nur die monotypische Gattung Xymalos, während auf Réunion und Mauritius nur die monotypische Gattung Monimia vorkommt.

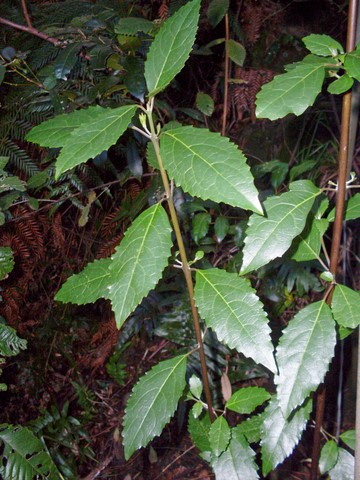
Hedycarya angustifolia

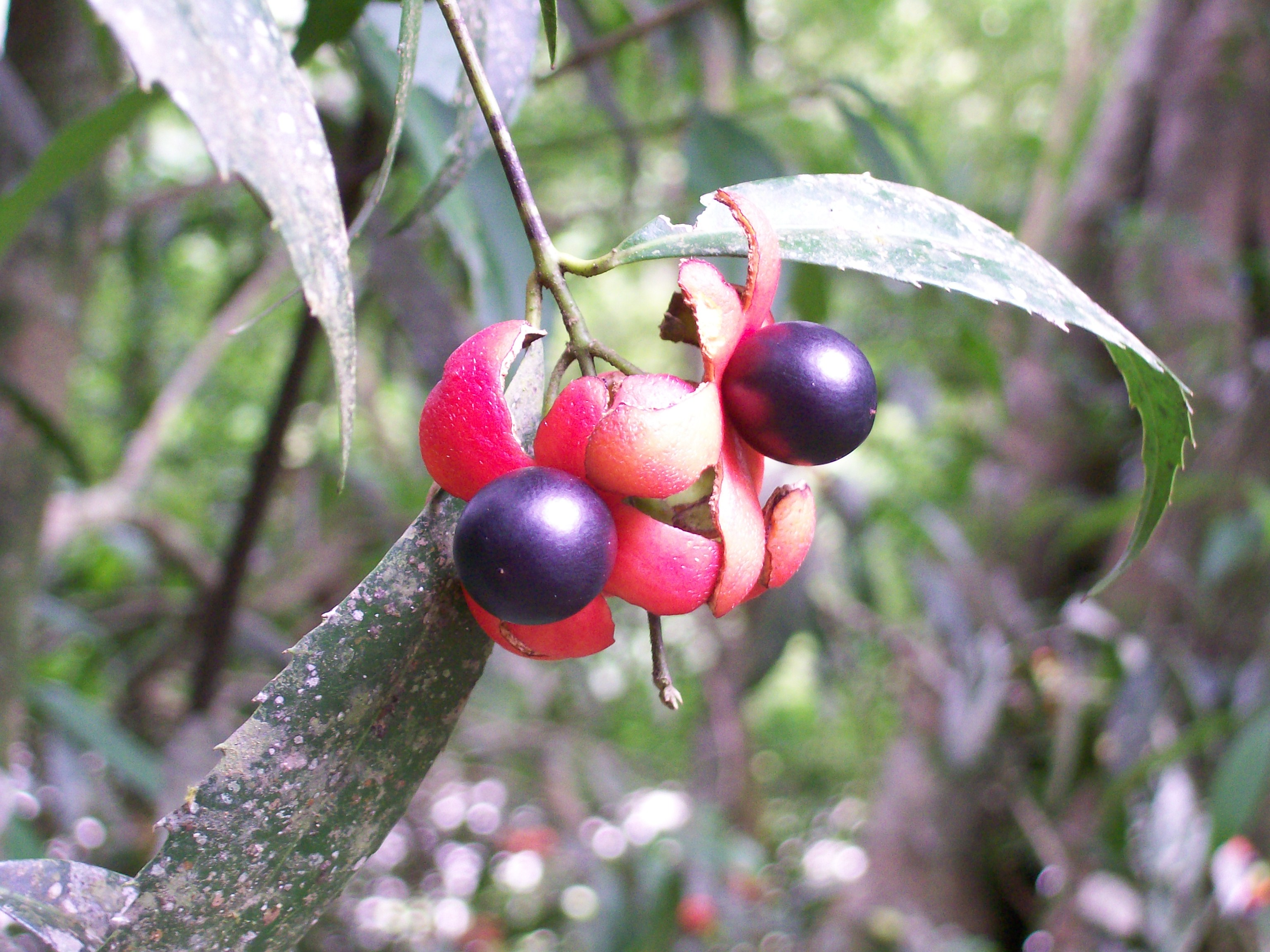
Die Umhüllung der Früchte von Hennecartia omphalandra ist unregelmäßig aufgesprungen

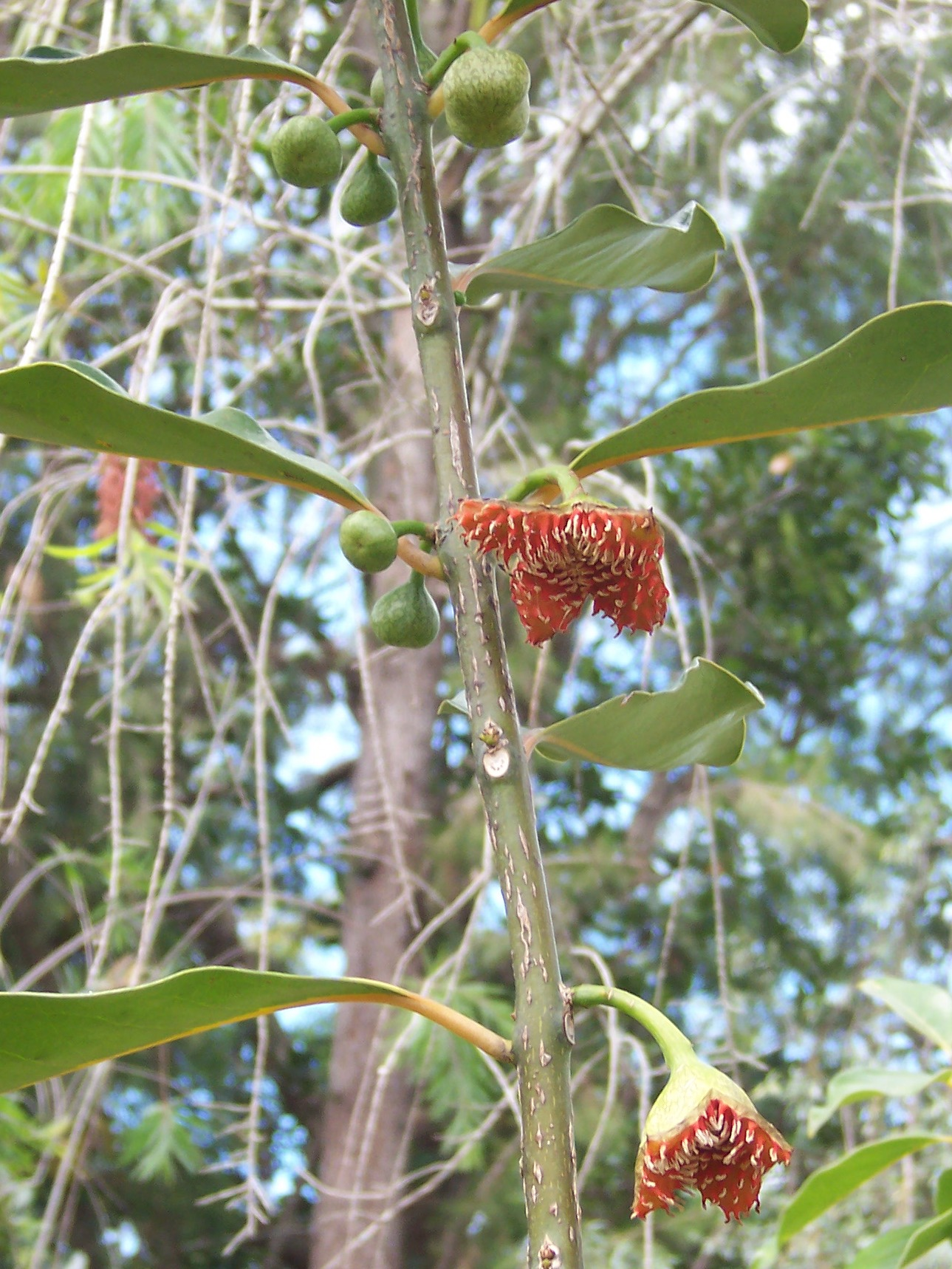
Männliche Blüten von Tambourissa elliptica

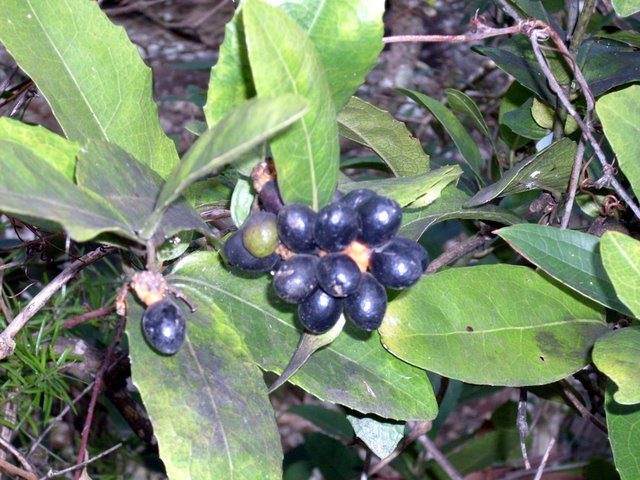
Laubblätter und Früchte von Wilkiea huegeliana

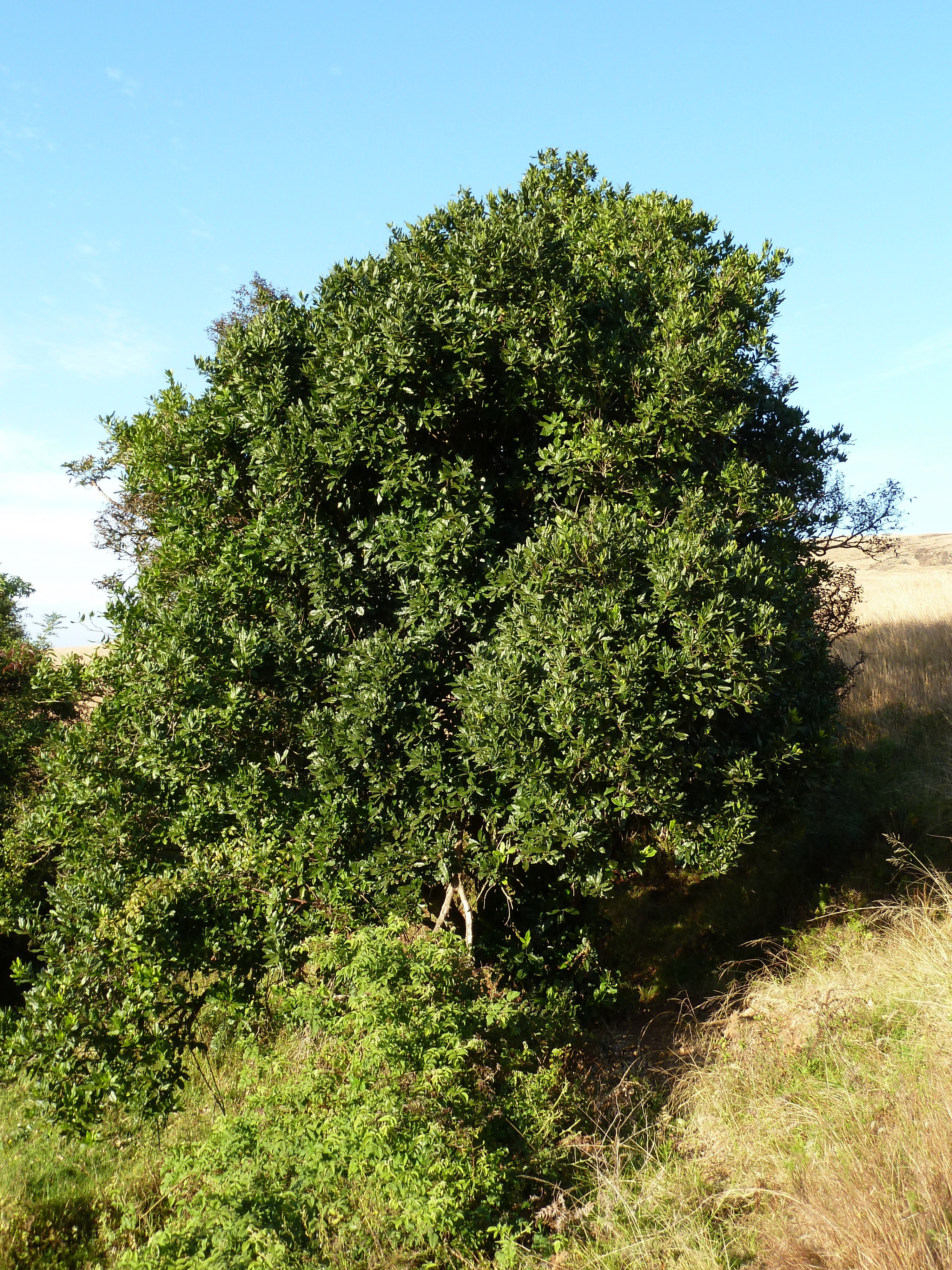
Xymalos monospora

Die Familie Monimiaceae wurde 1809 von Antoine Laurent de Jussieu in Annales du muséum national d'histoire naturelle, 14, S. 133 erstveröffentlicht. Typusgattung ist Monimia Thouars. Ein Synonym für Monimiaceae Juss. ist Hortoniaceae A.C.Sm.
Die ehemalige monotypische Gattung Kairoa enthält nun drei Arten, wobei die bisherige monotypische Gattung Faika zum Synonym wurde (Renner & Takeuchi 2009). Zur Familie der Monimiengewächse (Monimiaceae) gehören 22 bis 30 Gattungen mit etwa 200 Arten:
- Austromatthaea L.S.Sm.: Sie enthält nur eine Art:
  - Austromatthaea elegans L.S.Sm.: Sie ist in Australien verbreitet.
- Decarydendron Danguy: Die drei bis vier Arten kommen nur auf Madagaskar.
- Ephippiandra Decne. (Syn.: Hedycaryopsis Danguy): Die etwa acht Arten kommen nur auf Madagaskar vor.
- Grazielanthus Peixoto & Per.-Moura: Sie enthält nur eine Art:
  - Grazielanthus arkeocarpus Peixoto & Per.-Moura: Die Heimat ist der brasilianische Atlantische Küstenwald.[3]
- Hedycarya J.R.Forst. & G.Forst. (Syn.: Carnegiea Perkins, Carnegieodoxa Perkins): Die etwa elf Arten kommen hauptsächlich in Neukaledonien vor, aber auch von Neuseeland über Australien bis zu den Fidschi-Inseln. Einige Arten sind in den Tropen Zierpflanzen.
- Hennecartia J.Poiss.: Sie enthält nur eine Art:
  - Hennecartia omphalandra J.Poiss.: Sie ist in der Neotropis weitverbreitet.
- Hortonia Wight ex Arn.: Die nur ein oder zwei Arten kommen in Sri Lanka vor.
- Kairoa Philipson: Die Heimat ist Neuguinea. Seit Renner & Takeuchi 2009[1] mit drei Arten:
  - Kairoa endressiana W.N.Takeuchi & S.S.Renner: Diese 2009 neu beschriebene Art ist nur vom Typusstandort („oberes Strickland Becken“, 05°17.260′S, 142°29.995′E, in einer Höhenlage von 1140 Meter im tropischen Karst in der Southern Highlands Province von Papua-Neuguinea) bekannt.
  - Kairoa suberosa Philipson
  - Kairoa villosa (Kaneh. & Hatus.) S.S.Renner & W.N.Takeuchi (Syn.: Faika villosa (Kaneh. & Hatus.) Philipson):
- Kibara Endl.: Die 36 bis 45 Arten sind in Australasien verbreitet.
- Kibaropsis Vieill. ex Jérémie: Sie enthält nur eine Art:
  - Kibaropsis caledonica (Guillaumin) Jérémie: Sie kommt in Neukaledonien vor.
- Lauterbachia Perkins: Die nur zwei Arten kommen in Neuguinea vor.
- Levieria Becc.: Die etwa neun Arten sind im australischen Bundesstaat Queensland und von Neuguinea bis Sulawesi verbreitet.
- Macropeplus Perkins: Die etwa vier Arten gedeihen in den Bergketten Brasiliens.
- Macrotorus Perkins: Sie enthält nur eine Art:
  - Macrotorus utriculatus Perkins: Sie gedeiht nur im brasilianischen Mata Atlântica.
- Matthaea Blume: Die etwa 14 Arten sind in Malesien verbreitet.
- Mollinedia Ruiz & Pav.: Die etwa 70 bis 90 Arten sind in der Neotropis verbreitet.
- Monimia Thouars: Sie enthält nur drei Arten:
  - Monimia amplexicaulis Lorence: Sie kommt nur auf Réunion vor.
- Palmeria F.Muell.: Die bis zu 15 Arten sind in Neuguinea und Australien verbreitet.
- Parakibara Philipson: Sie enthält nur eine Art:
  - Parakibara clavigera Philipson: Sie kommt nur auf den Molukken vor.
- Peumus Molina (Syn.: Boldea Juss.): Sie enthält nur eine Art:
  - Boldo (Peumus boldus Molina): Sie stammt aus Chile. Sie besitzt essbare Früchte und ihre Blätter werden zu Heilzwecken oder als Tee verwendet. In den Tropen ist sie auch eine Zierpflanze.
- Steganthera Perkins (Syn.: Anthobembix Perkins): Die bis zu 16 Arten vom östlichen Malesien bis zu den Salomonen und dem tropischen Australien.
- Tambourissa Sonn. (Syn.: Ambora Juss., Phanerogonocarpus Cavaco, Schrameckia Danguy): Die etwa 45 Arten sind auf Madagaskar und den Maskarenen verbreitet.
- Tetrasynandra Perkins: Die bis zur drei Arten sind in Australien verbreitet.
- Wilkiea F.Muell.: Von den etwa sechs Arten sind etwa fünf in Australien und eine Neuguinea verbreitet.
- Xymalos Baill. (Syn.: Paxiodendron Engl.): Sie enthält nur eine Art:
  - Xymalos monospora (Harv.) Baill.: Sie ist vom tropischen bis ins südliche Afrika verbreitet.

## Inhaltsstoffe und Nutzung

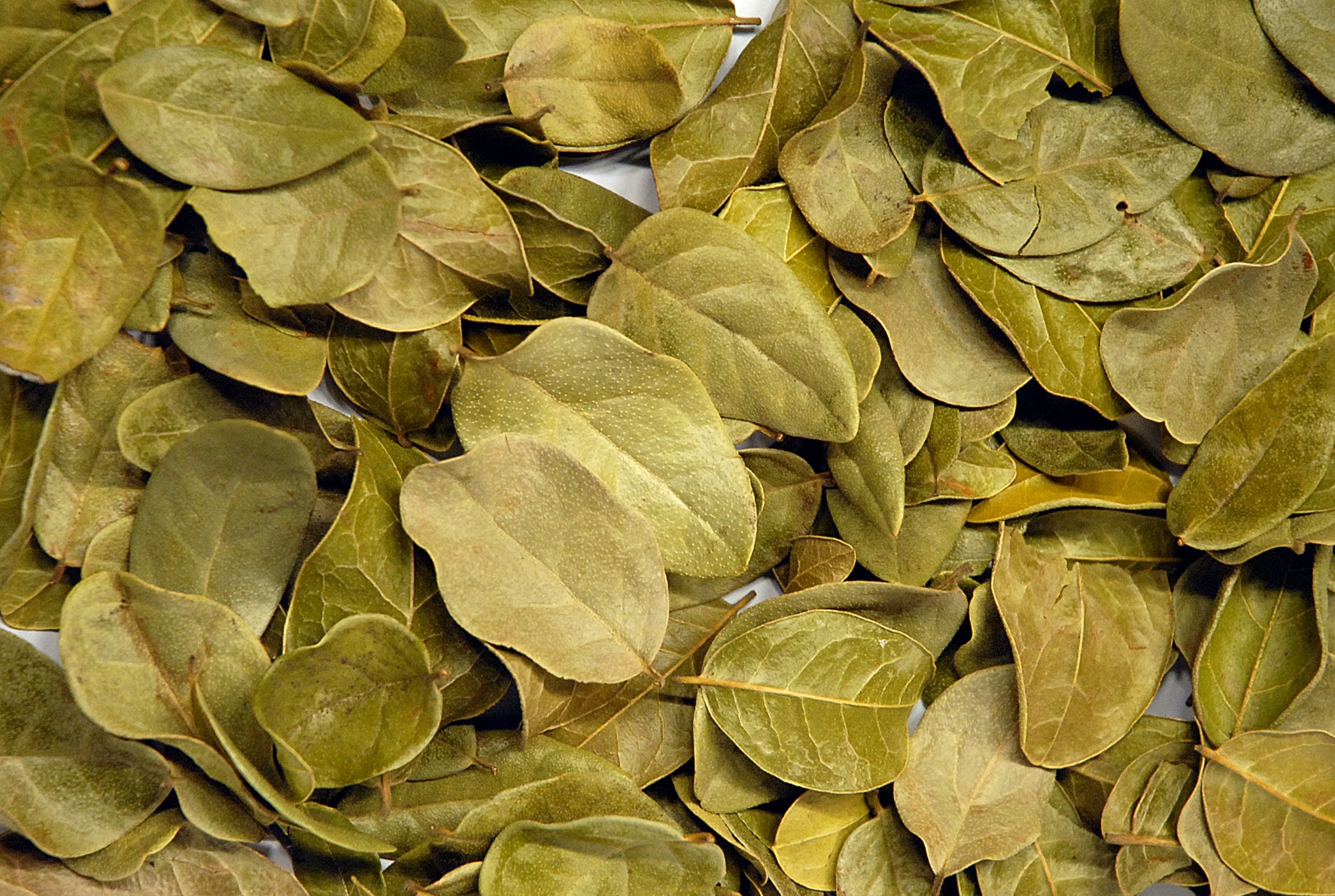
Blätter von Boldo (Peumus boldus)

Einige Arten dienen der Gewinnung von ätherischen Ölen für die Pharmazie oder Parfumherstellung. Die Blätter von Boldo (Peumus boldo) werden auch als Heilmittel oder als Tee gebraucht, die Rinde wird auch zum Gerben verwandt.